# Archigyrodactylus atherinops
Archigyrodactylus atherinops är en plattmaskart. Archigyrodactylus atherinops ingår i släktet Archigyrodactylus och familjen Gyrodactylidae. Inga underarter finns listade i Catalogue of Life.